# Дивизион

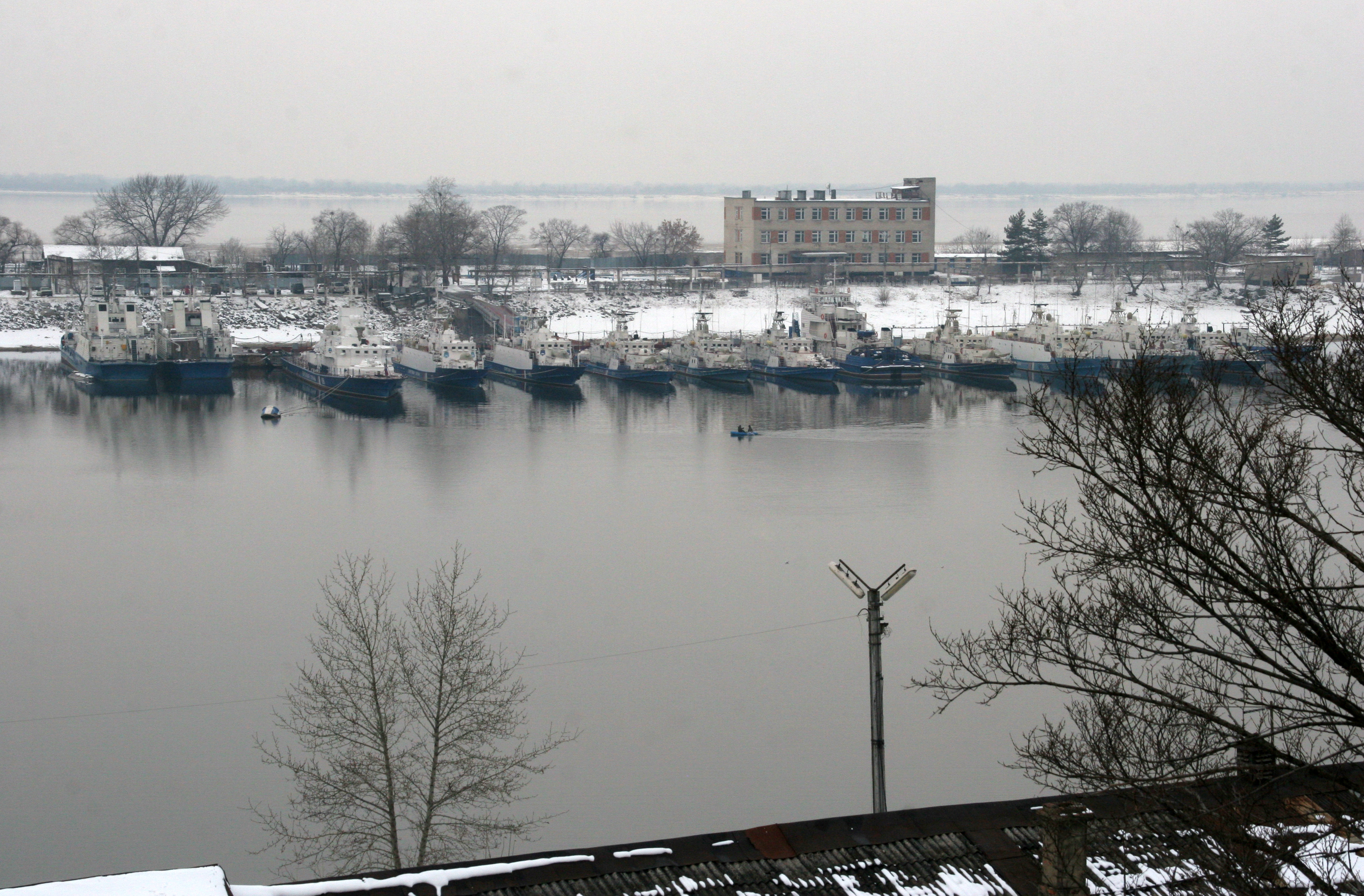
Дивизион пограничных кораблей, 2010 год

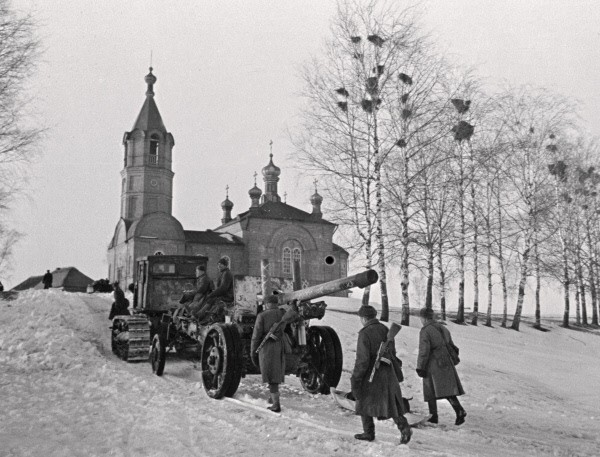
Дивизион артиллерийского полка на марше, март 1943 года.

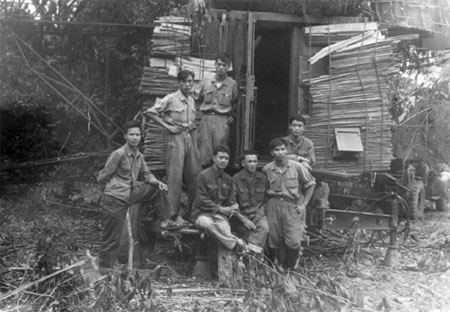
Советский военный специалист с боевым расчётом, 68-й дивизион, джунгли, провинция Нгеан, сентябрь 1968 года.

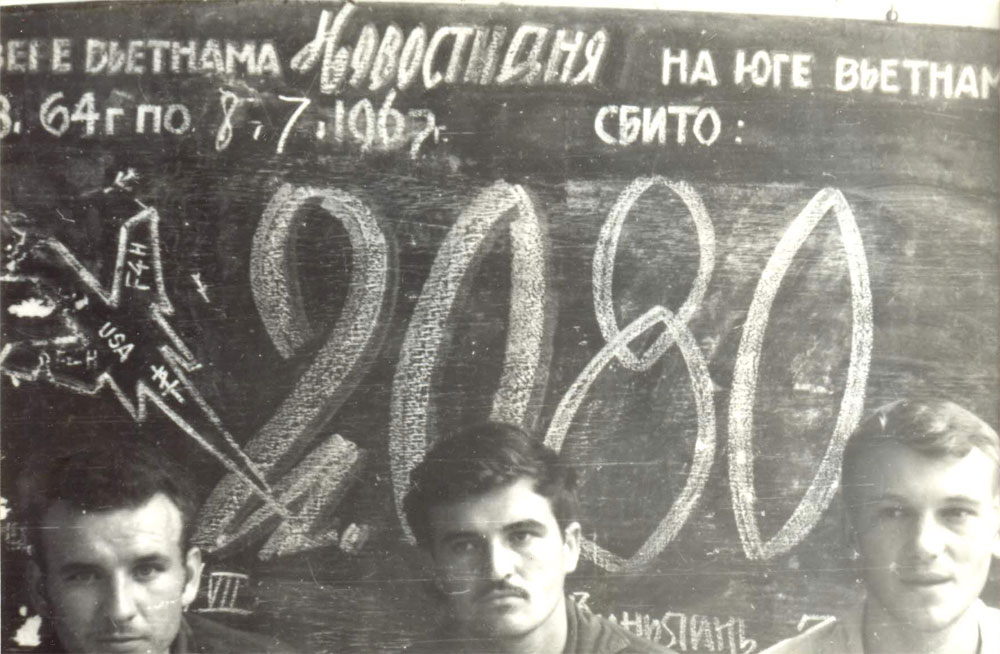
Доска ежедневного учёта количества сбитых американских самолётов и военнослужащие 43-го зенитно-ракетного дивизиона: 2 080 самолётов противника с 5 августа 1964 по 8 июля 1967 года

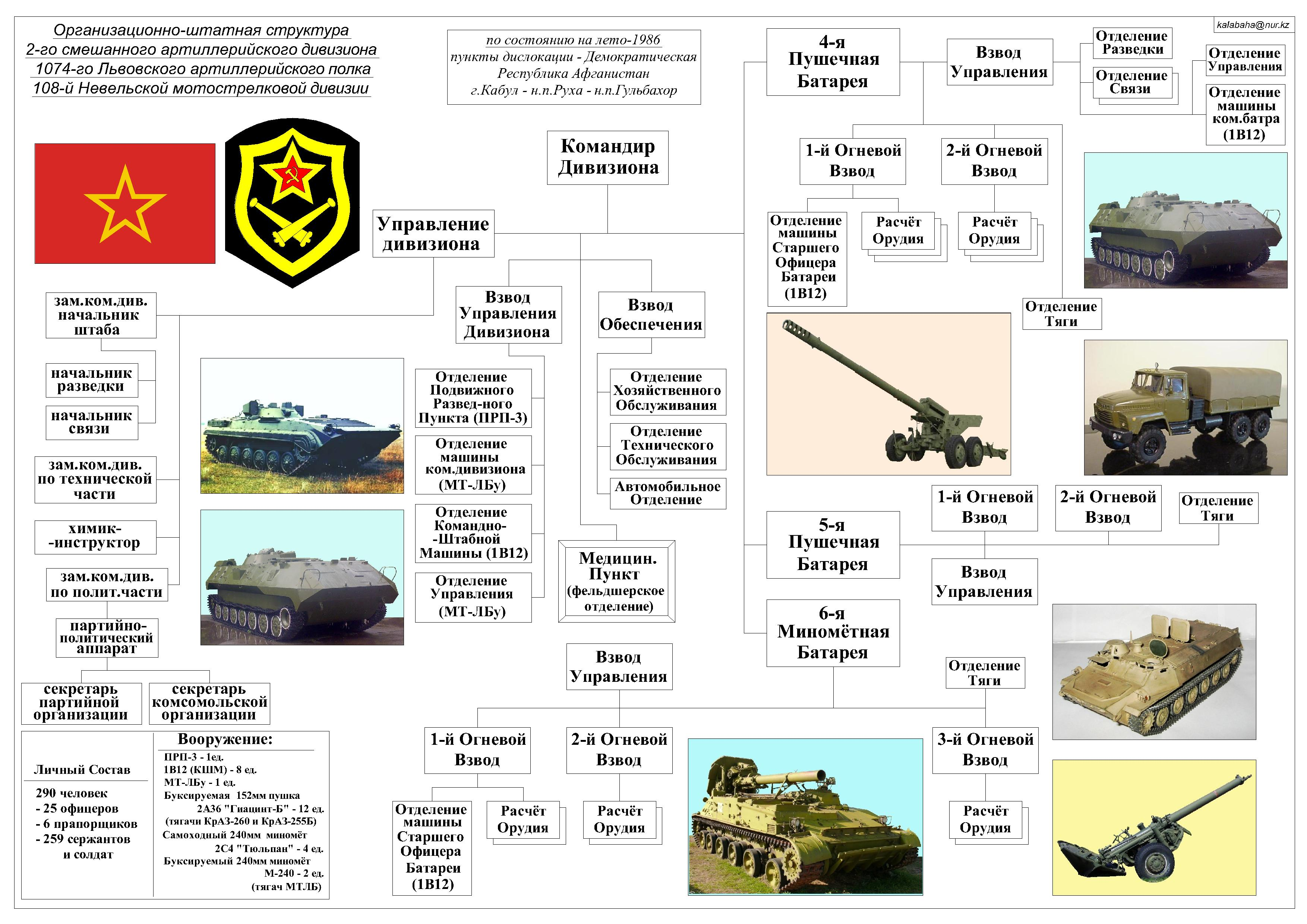
Организационно-штатная структура 2-го смешанного артиллерийского дивизиона 1074-го артиллерийского полка 108-й мотострелковой дивизии на лето 1986 года.

Дивизио́н (от фр. division «деление; отделение») в военном деле — разные типы формирований (подразделений, воинских частей и соединений).
Как и батальон, которому соответствует как формирование тактического звена других родов войск, — дивизион является наименьшим подразделением, у которого есть штаб.

## Значения термина «дивизион»
В военном деле дивизион может иметь следующие понятия:
1. основное огневое и тактическое подразделение в артиллерии, в ракетных войсках, в зенитной артиллерии, в зенитных ракетных войсках в армиях на современном этапе;
2. тактическое подразделение в кавалерийских войсках ряда государств в XIX и первой половине XX веков. В РККА кавалерийские дивизионы существовали в период 20—40 годов. Каждый состоял из 2—3 эскадронов. Также в состав кавалерийской дивизии включался механизированный дивизион состоявший из танкового эскадрона и эскадрона бронеавтомобилей;
3. воинская часть в РККА, состоящая из нескольких бронепоездов;
4. отдельная часть в РККА, в радиотехнических войсках и войсках РЭБ (отдельные радиодивизионы Осназ)[8];
5. воинская часть в ВВС РККА. В годы Великой Отечественной войны также существовали дивизионы аэростатов заграждения;
6. подразделение на кораблях I ранга в ВМФ СССР/ВМФ РФ, находящееся в составе боевой части (ракетно-артиллерийской, артиллерийской, электромеханической, авиационной). Может состоять из нескольких батарей, башен, групп. Также могут быть дивизионы артиллерии главного калибра, дивизионы движения, электротехнические дивизионы, дивизионы живучести и другие;
7. учебное подразделение в ряде военных училищ (артиллерийских, зенитных артиллерийских, пограничных войск и других). Могут состоять из нескольких батарей либо учебных групп;
8. тактическое соединение нескольких кораблей III и IV рангов. Дивизион кораблей мог быть отдельным, либо входить в состав бригад кораблей либо дивизии кораблей. Дивизионы кораблей IV ранга обычно подразделяются на звенья и отряды;
9. формирование военизированной охраны в войсках НКВД, аналогичные стрелковому батальону[9].

## Сокращённое наименование
Сокращённое наименование дивизиона, принятое в русскоязычных источниках — дн. К примеру:
- зрдн — зенитно-ракетный дивизион;
- адн — артиллерийский дивизион.

## Применение термина «дивизион» в других языках
В русскоязычных источниках к формированиям в артиллерийских войсках, ракетных войсках и войсках противовоздушной обороны других государств, которые являются аналогами дивизиона в ВС СССР/ВС РФ, применяется термин «дивизион»; независимо от государственной принадлежности.
В то же время в других языках для описания подобных формирований (включая формирования ВС СССР и ВС РФ) к которым в русскоязычных источниках применяется термин «дивизион») — используется термин «батальон». К примеру дивизионы в составе мотострелковых и воздушно-десантных дивизий ВС СССР и ВС РФ в англоязычных источниках обозначаются термином «battalion»:
- самоходный гаубичный дивизион — self-propelled howitzer battalion;
- реактивный артиллерийский дивизион — rocket launcher battalion;
- противотанковый артиллерийский дивизион — antitank battalion;
- зенитный ракетно-артиллерийский дивизион — antiaircraft batallion;
- смешанный артиллерийский дивизион — composite artillery battalion.